# 大月中継局
大月中継局（おおつきちゅうけいきょく）は、山梨県大月市に設置されているテレビ中継局。

## 概要
- 当中継局には在甲テレビ局の中継局が置かれ、大月市内などへ電波を発射している。

- なお、ここでは2007年12月21日に開局したデジタルテレビ中継局についても記述する。

## 中継局

### デジタル放送
| リモコンキーID | 放送局名          | 物理チャンネル | 空中線電力 | ERP  | 放送対象地域 | 放送区域内世帯数 |
| 1              | NHK甲府総合テレビ | 15ch           | 1W         | 2.7W | 山梨県       | 1290世帯         |
| 2              | NHK甲府教育テレビ | 13ch           | 1W         | 2.7W | 全国         | 1290世帯         |
| 4              | YBS山梨放送       | 17ch           | 1W         | 2.7W | 山梨県       | 1290世帯         |
| 6              | UTYテレビ山梨     | 19ch           | 1W         | 2.7W | 山梨県       | 1290世帯         |

外部リンク
- 大月中継局 デジタル放送 放送エリア

放送エリア
- 大月市、の一部

### アナログ放送
| 放送局名          | チャンネル | 空中線電力        | ERP               | 放送対象地域 | 放送区域内世帯数 | 運用開始日      |
| UTYテレビ山梨     | 44ch       | 映像10w /音声2.5W | 映像27W /音声6.7W | 山梨県       | -                | 1971年 12月23日 |
| NHK甲府教育テレビ | 58ch       | 映像10w /音声2.5W | 映像27W /音声6.7W | 全国         | -                | 1965年 8月1日   |
| NHK甲府総合テレビ | 60ch       | 映像10w /音声2.5W | 映像27W /音声6.7W | 山梨県       | -                | 1965年 8月1日   |
| YBS山梨放送       | 62ch       | 映像10w /音声2.5W | 映像27W /音声6.7W | 山梨県       | -                | 1965年 8月1日   |

## 所在地
- 大月市賑岡町強瀬（岩殿山）